# 1542 aux échecs
| Années des échecs : 1539 - 1540 - 1541 - 1542 - 1543 - 1544 - 1545    |
| Décennies des échecs : 1510 - 1520 - 1530 - 1540 - 1550 - 1560 - 1570 |

Cet article présente les faits marquants de l'année 1542 aux échecs.

## Naissances
- Giovanni Leonardo da Cutri, parmi les meilleurs joueurs de la fin du siècle, avec Ruy Lopez[1].